# Propionsäurebutylester
Propionsäurebutylester ist eine chemische Verbindung aus der Gruppe der Carbonsäureester.

## Vorkommen
Die Verbindung kommt natürlich in Äpfeln, Aprikosen, Melonen und anderen Früchten vor.

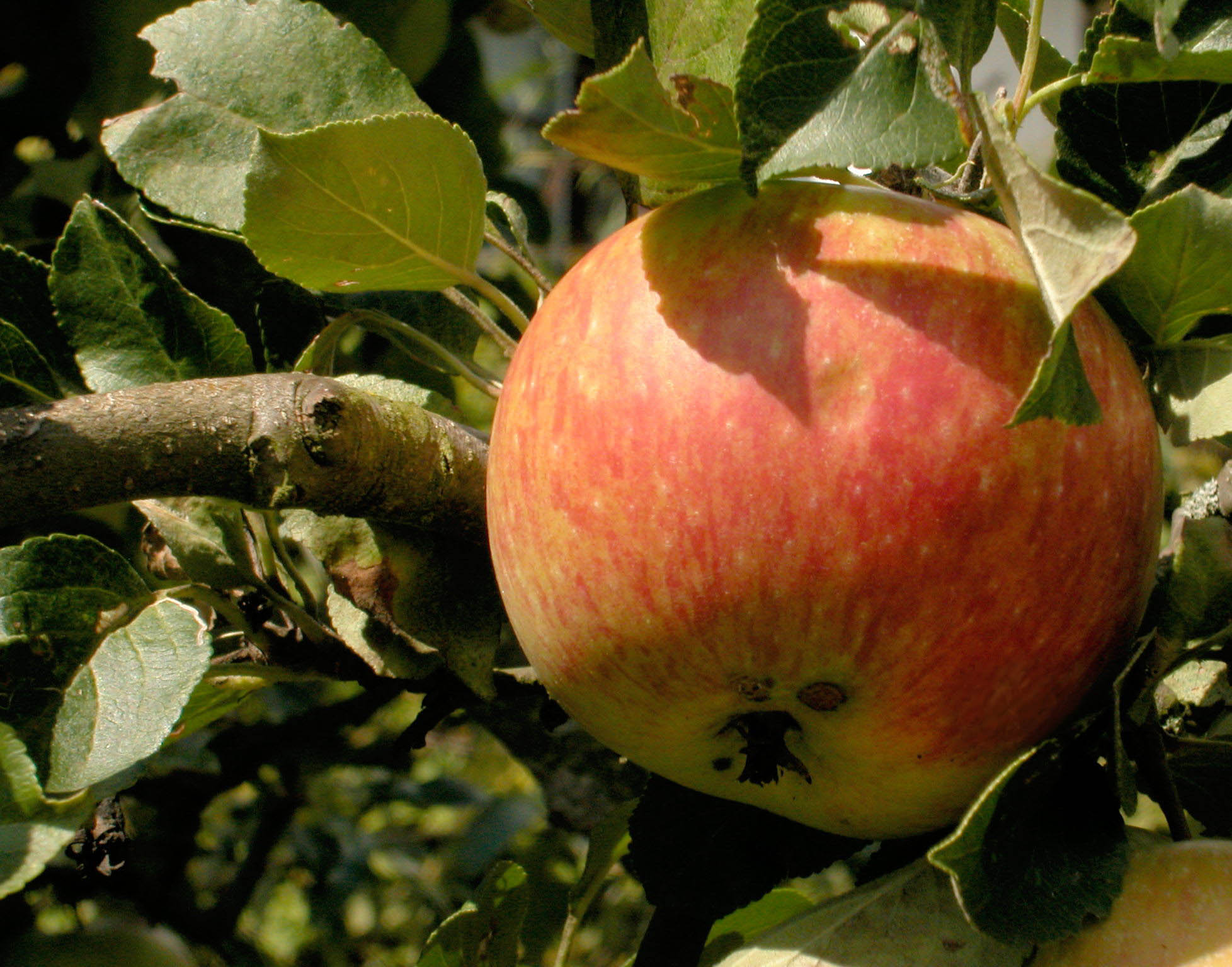
Apfel der Sorte James Grieve
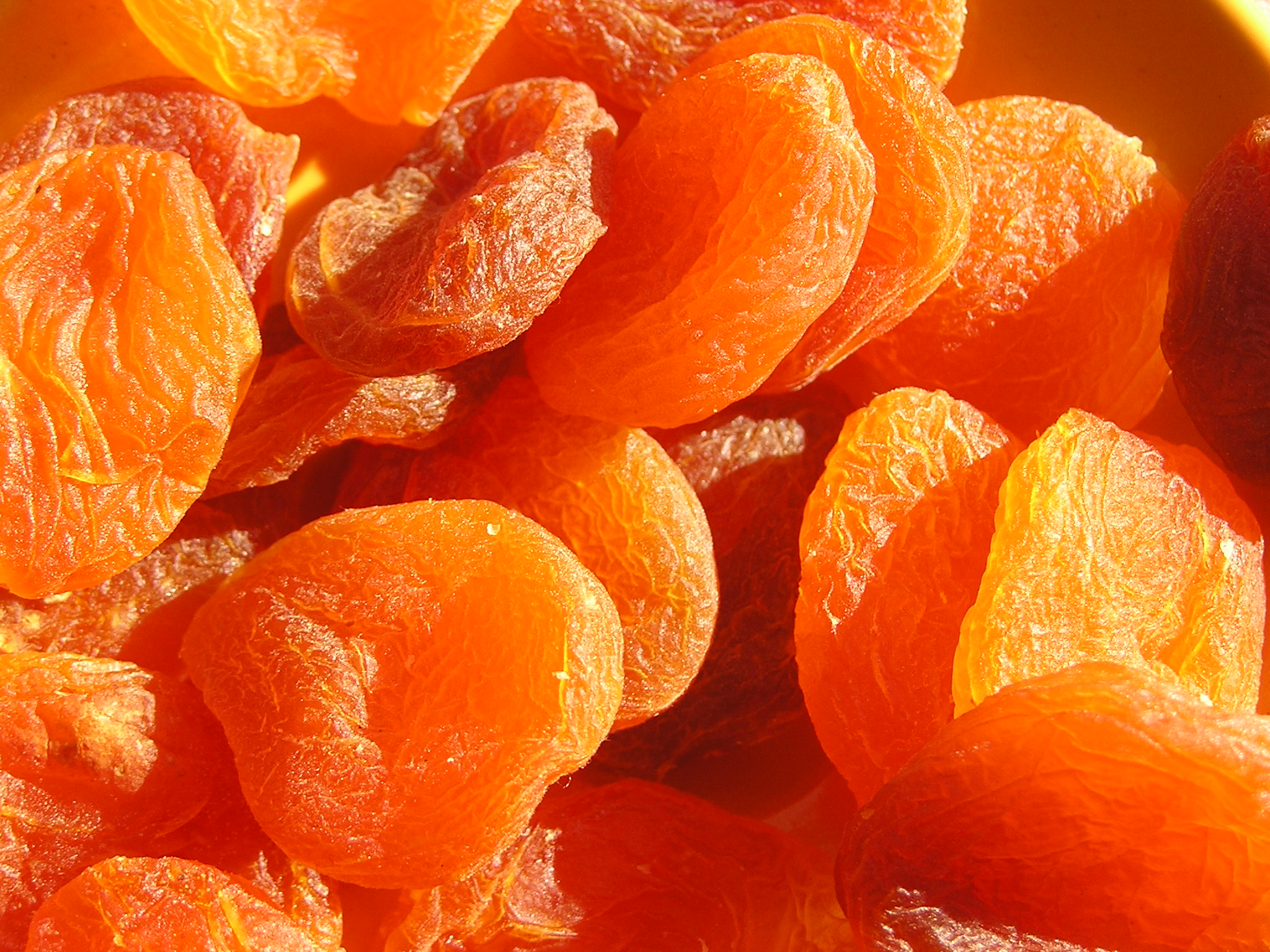
Getrocknete Aprikosen

## Gewinnung und Darstellung
Propionsäurebutylester (3) kann durch Reaktion von Propionsäure (1) und 1-Butanol (2) in Gegenwart von Schwefelsäure gewonnen werden.

## Eigenschaften
Propionsäurebutylester ist eine wenig flüchtige, entzündbare, farblose Flüssigkeit mit apfelähnlichem Geruch, die praktisch unlöslich in Wasser ist.

## Verwendung
Propionsäurebutylester wird als Geruchsstoff (z. B. Rumessenz) verwendet.

## Sicherheitshinweise
Die Dämpfe von Propionsäurebutylester können mit Luft ein explosionsfähiges Gemisch (Flammpunkt 38 °C, Zündtemperatur 425 °C) bilden.